# Гаммель, Муа
Моа Тува Аманда Гаммель (швед. Moa Tuva Amanda Gammel Ginsburg; род. 6 октября 1980, Стокгольм, Швеция) — шведская актриса.

## Биография
Родилась 6 октября 1980 года в Энгельбректской волости в Стокгольме. Окончила Стокгольмскую школу экономики. В 12 лет играла в Королевском драматическом театре. В 1996 году снялась в фильме Микаэля Хофстрёма «Skuggornas hus», а после сыграла в мыльной опере "Vita lögner на TV3. В 2006 году снялась в фильме Йохана Бризингера «Внезапно». В 2009 году получила роль в «Sommaren med Göran». В 2014 году взяла интервью у скандинавских деятелей культуры для своего подкаста «Genier». Интервью было опубликовано издательством Natur & Kultur в виде книги. В 2015—2017 годах снималась в драматическом сериале «Тайны Сильверхёйда».

## Личная жизнь
С 2015 года Муа Гаммель замужем за режиссёром реклам Виктором Гинзбургом Мюллером. В 2016 году у них родился сын.

## Фильмография

### Фильмы
- 1999: Sherdil
- 2003: Jesus från Hökarängen
- 2005: Barn av vår tid
- 2006: Underbara älskade
- 2007: Beck — Det tysta skriket
- 2007: Teater Pseudo — Sex
- 2007: Pyramiden
- 2007: Ungdomens förfarare
- 2008: Pälsen
- 2009: Sommaren med Göran
- 2010: A-kassekungen
- 2010: Att sträcka ut en hand
- 2010: Juni
- 2010: Lapland Odyssey
- 2010: Puss
- 2011: Umeå4ever
- 2012: Прайм-тайм — Prime Time
- 2013: Hemma
- 2014: Kärlek deluxe
- 2014: Tommy
- 2020: Глубокое погружение — Breaking Surface

### Телесериалы
- 1994: Bullen
- 1995: Du bestämmer
- 1996: Skuggornas hus
- 2000—2001: Vita lögner
- 2000: Pusselbitar
- 2000: Labyrinten
- 2000: Brottsvåg
- 2007: Ett gott parti
- 2008: Oskyldigt dömd
- 2009: Livet i Fagervik'&
- 2011: Irene Huss series
  - Irene Huss: En man med litet ansikte
  - Irene Huss: Den som vakar i mörkret
  - Irene Huss: Det lömska nätet
  - Irene Huss: I skydd av skuggorna
  - Irene Huss: Jagat vittne
  - Irene Huss: Tystnadens cirkel
- 2015—2017 Тайны Сильверхёйда
- 2023: Кодовое имя: Анника

### Роли в театре
- 1992 — Пеппи Длинныйчулок (роль Анники)[12]